# Himalopsyche anomala
Himalopsyche anomala är en nattsländeart som beskrevs av Banks 1940. Himalopsyche anomala ingår i släktet Himalopsyche och familjen rovnattsländor. Inga underarter finns listade i Catalogue of Life.